# Maximiliano Pollacchi
Maximiliano Iván Pollacchi (Rosario, Provincia de Santa Fe, Argentina; 14 de julio de 1995) es un futbolista argentino. Juega como marcador central y su primer equipo fue Newell's Old Boys. Actualmente milita en Sportivo Las Parejas del Torneo Federal A.

## Trayectoria
Pollacchi acumula 110 partidos en la Reserva "Leprosa" y su debut oficial en primera fue en Newell’s por la Copa Santa Fe, en la victoria por penales ante Puerto San Martín.

## Clubes
| Club                       | País      | Año       |
| -------------------------- | --------- | --------- |
| Newell's Old Boys          | Argentina | 2012-2017 |
| Colegiales                 | Argentina | 2017-2018 |
| Central Córdoba de Rosario | Argentina | 2018-2019 |
| Sportivo Las Parejas       | Argentina | 2019-2020 |
| Villa Dálmine              | Argentina | 2020-2021 |
| Sportivo Las Parejas       | Argentina | 2022-Act. |

## Palmarés
| Título        | Club                 | País      | Año  |
| ------------- | -------------------- | --------- | ---- |
| Copa Santa Fe | Sportivo Las Parejas | Argentina | 2019 |